# Grupo Desportivo e Recreativo da Textáfrica do Chimoio
O Grupo Desportivo e Recreativo da Textáfrica do Chimoio (conhecido somente por Textáfrica) é um clube desportivo sediado em Chimoio, província de Manica, em Moçambique. Com actividade nas modalidades de atletismo, basquetebol e futebol o Textáfrica já foi campeão moçambicano de futebol por 4 ocasiões.

## História
A origem do clube remonta ao Sport Clube de Vila Pery fundado em 1928,[carece de fontes?] na então Vila Pery (actual Chimoio).
A constituição do GDRT vinha na tradição de desportista do Eng.º Magalhães, o considerado “pai do Textáfrica”, o entusiástico adepto da Académica, o que lhe permitiu perceber quanto valor tem o desporto como prática, como espectáculo e como comunhão da humanidade. 
No dia 27 de agosto de 1957, numa sessão solene para o efeito realizada, foi criado o Grupo Desportivo e Recreativo Textáfrica. Com os estatutos publicados no Boletim Oficial passou a pertencer ao mundo oficializado do desporto de Moçambique.

## Estádio
O Textáfrica joga em casa no Campo da Soalpo, com capacidade para 5000 pessoas.

## Uniforme
Uniforme titular: Camisa com quadrados azuis e brancos distribuídos aleatoriamente, calção azul e meias brancas.

## Elenco atual
Legenda
- : Capitão
- Jogador Lesionado

## Palmarés
- 1966 - Campeão Distrital de Futebol de Manica e Sofala.
- 1967 - Campeão Distrital de Futebol de Manica e Sofala.
- 1967 - Vencedor da Taça de Honra de Manica e Sofala.
- 1969 - Campeão Distrital de Futebol de Manica e Sofala.
- 1969 - Campeão Nacional de Futebol de Moçambique.
- 1971 - Campeão Nacional de Futebol de Moçambique.
- 1972 – Vice-Campeão de Moçambique e representante de Moçambique na Taça de Portugal, onde defrontou o Leixões na Vila Pery (Chimoio).
- 1973 – Campeão Nacional de Futebol de Moçambique.
- 1974 – Campeão de Moçambique na 2.ª Divisão e representante de Moçambique na Taça de Portugal, onde defrontou o Clube Atlético de Portugal em Chimoio.
- 1976 – 1.º Campeão Nacional de Moçambique Independente.
- 1977 – Vice Campeão Nacional de Moçambique.
- 1978 - Terceiro classificado no campeonato nacional de futebol.
- 1979 - Terceiro classificado no campeonato nacional de futebol.
- 1980 - Vice-Campeão nacional de futebol.
- 1983 – Finalista vencido da Taça de Moçambique, defrontou o Costa do Sol
- 1996 – Campeão Regional da Zona Centro da 2.ª Divisão
- 2000 – Campeão Regional da Zona Centro da 2.ª Divisão
- 2001 – Finalista vencido da Taça de Moçambique, defrontou o Maxaquene
- 2003 – Campeão Regional da Zona Centro da 2.ª Divisão
- 2004 – Finalista vencido da Taça de Moçambique, defrontou o Ferroviário de Maputo
- 2005 – Vice-Campeão Regional da Zona Centro, 2.ª Divisão
- 2006 – Vice-Campeão Regional da Zona Centro, 2.ª Divisão
- 2007 – Campeão Regional Divisão de Honra – Zona Centro
- 2008 – Participou no Moçambola 2008 e conseguiu a manutenção para 2009.
- 2017 – Campeão da Poule de apuramento Zona Centro para o Moçambola 2017.

O Textáfrica também foi Campeão Nacional de Tiro, Fosso Universal, durante o período colonial, num campeonato nacional disputado pelas melhores equipas portuguesas na cidade de Luanda, capital de Angola.